# Томази делла Торретта, Пьетро
Пьетро Томази маркиз делла Торретта (итал. Pietro Tomasi della Torretta, 7 апреля 1873 года, Палермо — 4 декабря 1962 года, Рим) — итальянский государственный деятель, дипломат. Последний представитель мужской линии дома князей Томази ди Лампедуза.

## Биография
Получил высшее юридическое образование и поступил на дипломатическую службу. Был одним из самых молодых дипломатов.
1910—1914 — руководитель кабинета Министра иностранных дел маркиза ди Сан Джулиано.
в 1914 году направлен представителем в Мюнхен в ранге Полномочного министра.
В 1917 году — глава итальянской коммерческой делегации в России и временно управляющий посольством Италии в России (Петроград).
В 1919 году — член итальянской делегации на Парижской мирной конференции, и после, Посол в Австрии (Вена)
1921—1922 — Министр иностранных дел в первом Правительстве И. Бономи.
С 19 июля 1921 года — сенатор Итальянского Королевства.
До 1927 года являлся послом Италии в Великобритании (Лондон)
После прихода к власти фашистов находился в оппозиции режиму.
20 июля 1944 года — 25 июня 1946 года — Председатель Сената Итальянского Королевства.
Являлся членом Национального совета.
С 1948 года — сенатор Итальянской Республики.
В 1920 женился на баронессе Алисе фон Вольф, некогда известной камерной певице.
Дядя писателя Джузеппе Томази ди Лампедуза, после смерти которого унаследовал его титулы.

## Награды
- Орден Святых Маврикия и Лазаря:
  - Большой крест (5 января 1922 года)
  - Командор (16 января 1921 года)
  - Офицер (8 мая 1913 года)
  - Кавалер (31 декабря 1911 года)
- Орден Короны Италии:
  - Большой крест (9 мая 1920 года)
  - Великий офицер (29 апреля 1920 года)
  - Офицер (10 ноября 1910 года)
  - Кавалер (8 февраля 1903 года)